# (1588) Descamisada
(1588) Descamisada est un astéroïde de la ceinture principale.

## Description
(1588) Descamisada est un astéroïde de la ceinture principale. Il fut découvert le 27 juin 1951 à La Plata par Miguel Itzigsohn. Il présente une orbite caractérisée par un demi-grand axe de 3,03 UA, une excentricité de 0,07 et une inclinaison de 11,3° par rapport à l'écliptique.

## Nom
Descamisada veut dire torse-nu ou sans-chemise en espagnol, ce nom a été donné pour désigner Eva Perón.

## Compléments